# Le Bourget
Le Bourget (pronuncia [lə buʁˈʒɛ] ) è un comune francese di 15 660 abitanti (nel 2020) situato nel dipartimento della Senna-Saint-Denis nella regione dell'Île-de-France. In questa località è stato negoziato l'Accordo di Parigi del 2015 dai rappresentanti degli stati membri alla Convenzione quadro delle Nazioni Unite sui cambiamenti climatici (UNFCCC).

## Società

### Evoluzione demografica
Abitanti censiti

## Infrastrutture e trasporti
La città è sede dell'aeroporto di Parigi-Le Bourget.

## Amministrazione

### Gemellaggi
Le Bourget è gemellata con:
- Amityville (New York) dal 1978,
- Cullera, dal 1982,
- Little Falls (Minnesota), dal 1987,
- Žukovskij (Oblast' di Mosca), dal 1993.